# Radzik Kulijeŭ
Radzik Kulijeŭ (in bielorusso Радзік Куліеў?, in russo Радик Небиевич Кулиев?, Radik Nebievič Kuliev; Kurush, 10 luglio 1992) è un lottatore bielorusso, specializzato nella lotta greco-romana.

## Biografia
Agli europei di Varsavia 2021 si è laureato vice campione continentale, perdendo in finale il russo Adlan Akiev nel torneo degli 82 chilogrammi.

## Palmarès
| Anno | Manifestazione | Sede      | Evento | Risultato | Note |
| ---- | -------------- | --------- | ------ | --------- | ---- |
| 2015 | Europei U23    | Wałbrzych | 80 kg  | Bronzo    |      |
| 2017 | Europei        | Novi Sad  | 80 kg  | Argento   |      |
| 2017 | Mondiali       | Parigi    | 80 kg  | Argento   |      |
| 2018 | Mondiali       | Budapest  | 87 kg  | 7º        |      |
| 2019 | Giochi europei | Minsk     | 87 kg  | 5º        |      |
| 2021 | Europei        | Varsavia  | 82 kg  | Argento   |      |

## Altre competizioni internazionali
2020
- Bronzo negli 82 kg nella Coppa del mondo individuale ( Belgrado)